# Beugnon
Beugnon ist eine französische Gemeinde mit 286 Einwohnern (Stand 1. Januar 2022) im Département Yonne in der Region Bourgogne-Franche-Comté (vor 2016 Bourgogne). Sie gehört zum Arrondissement Auxerre und zum Kanton Saint-Florentin (bis 2015 Flogny-la-Chapelle). Die Einwohner werden Beugnonais genannt.

## Geografie
Beugnon liegt etwa dreißig Kilometer nordnordöstlich von Auxerre. Umgeben wird Beugnon von den Nachbargemeinden Neuvy-Sautour im Norden und Westen, Soumaintrain im Osten, Germigny im Süden sowie Saint-Florentin im Südwesten.

## Bevölkerungsentwicklung
| Jahr                      | 1962 | 1968 | 1975 | 1982 | 1990 | 1999 | 2006 | 2013 |
| Einwohner                 | 252  | 247  | 226  | 240  | 302  | 330  | 324  | 329  |
| Quelle: Cassini und INSEE |      |      |      |      |      |      |      |      |

## Sehenswürdigkeiten

Kirche Notre-Dame

- Kirche Notre-Dame